# Shaku
Shaku (japanska) eller chi (kinesiska) (尺, ett tecken med oklar etymologi) är en traditionell japansk och kinesisk längdenhet. Enheten är idag i Japan definierad som 10/33 meter och i Kina (där ordet också betyder 'linjal') som 1/3 meter.
Historiskt har längden på en Chi definierats av hur många Chi det går på ett steg (步).
- Zhoudynastin, (1046 f.Kr.–256 f.Kr.), 6 alt. 8 Chi på ett steg[1]
- Qindynastin / Handynastin, (221 f.Kr–220), 6 Chi på ett steg[1]
- Suidynastin / Tangdynastin, (581–907), 5 Chi på ett steg[1]